# Nghị lực

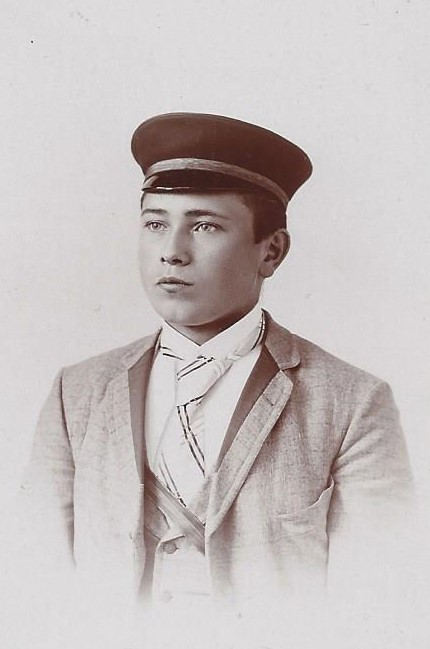
Nhà tâm lý học Narziß Ach đã đề xuất phân biệt giữa động lực và nghị lực

Nghị lực (Volition) hay còn gọi là ý chí hay còn gọi là quyết tâm (Conation) là quá trình nhận thức mà một cá nhân quyết định và cam kết thực hiện một hành động cụ thể. Ý chí nghị lực được định nghĩa là sự phấn đấu có mục đích và là một trong những chức năng tâm lý chính của con người. Những chức năng khác bao gồm tình cảm (cảm giác hoặc cảm xúc), động lực (mục tiêu và kỳ vọng) và nhận thức (suy nghĩ). Các quá trình quyết tâm có thể được áp dụng một cách có ý thức hoặc chúng có thể được tự động hóa thành thói quen theo thời gian. Hầu hết các quan niệm hiện đại về ý chí quyết tâm đều coi nó là một quá trình kiểm soát hành động có ý thức trở nên tự động hóa.

## Tổng quan
Nhiều nhà nghiên cứu coi ý chí nghị lực và ý chí triết học là các thuật ngữ khoa học và thông tục (tương ứng) cho cùng một quá trình. Khi một người quyết tâm làm một việc gì đó, trạng thái đó được gọi là ý chí nội tại. Khi chúng ta đưa ra bất kỳ hành động lựa chọn cụ thể nào, hành động đó được gọi là ý chí phát sinh, điều hành hoặc mệnh lệnh. Khi trạng thái lựa chọn nội tại hoặc ổn định kiểm soát hoặc chi phối một loạt hành động, trạng thái đó được gọi là ý chí chủ đạo. Ý chí phụ thuộc là các hành động lựa chọn cụ thể thực hiện mục tiêu mà ý chí chủ đạo hoặc ý chí chủ đạo tìm kiếm. Theo tác phẩm "Mô hình nghề nghiệp của con người" của Gary Kielhofner, ý chí là một trong ba hệ thống phụ tác động lên hành vi của con người. Trong mô hình này, ý chí đề cập đến các giá trị, sở thích và tự tin vào năng lực bản thân (nguyên nhân cá nhân) của một người về hiệu suất cá nhân. Kurt Lewin lập luận rằng động lực và ý chí là một và giống nhau, trái ngược với nhà tâm lý học thế kỷ XIX là Narziß Ach. Theo đó, Narziß Ach đề xuất rằng có một ngưỡng mong muốn nhất định phân biệt động lực với ý chí đó là khi mong muốn nằm dưới ngưỡng này, thì đó là động lực, và khi vượt qua, thì nó trở thành ý chí. Trong cuốn sách A Bias for Action. Heinrich Bruch và Sumantra Ghoshal cũng phân biệt ý chí (sức mạnh ý chí) với động lực. Sử dụng mô hình này, họ đề xuất đánh giá các mức độ cam kết khác nhau của cá nhân liên quan đến nhiệm vụ bằng cách đo lường nó trên thang đo ý định từ động lực (một cảm xúc) đến ý chí (một quyết định). Các cuộc thảo luận về kiểm soát xung lực (ví dụ: Kuhl và Heckhausen) và giáo dục (ví dụ như Corno) cũng tạo ra sự phân biệt động lực-ý chí. Mô hình của Corno liên kết ý chí với các quá trình học tập tự điều chỉnh. 